# Lettország közigazgatása
Lettország közigazgatásilag egyszintű. Ennek megfelelően Lettország területe helyi szinten 36 helyi önkormányzatra községre és 9 köztársasági jelentőségű városra oszlik.

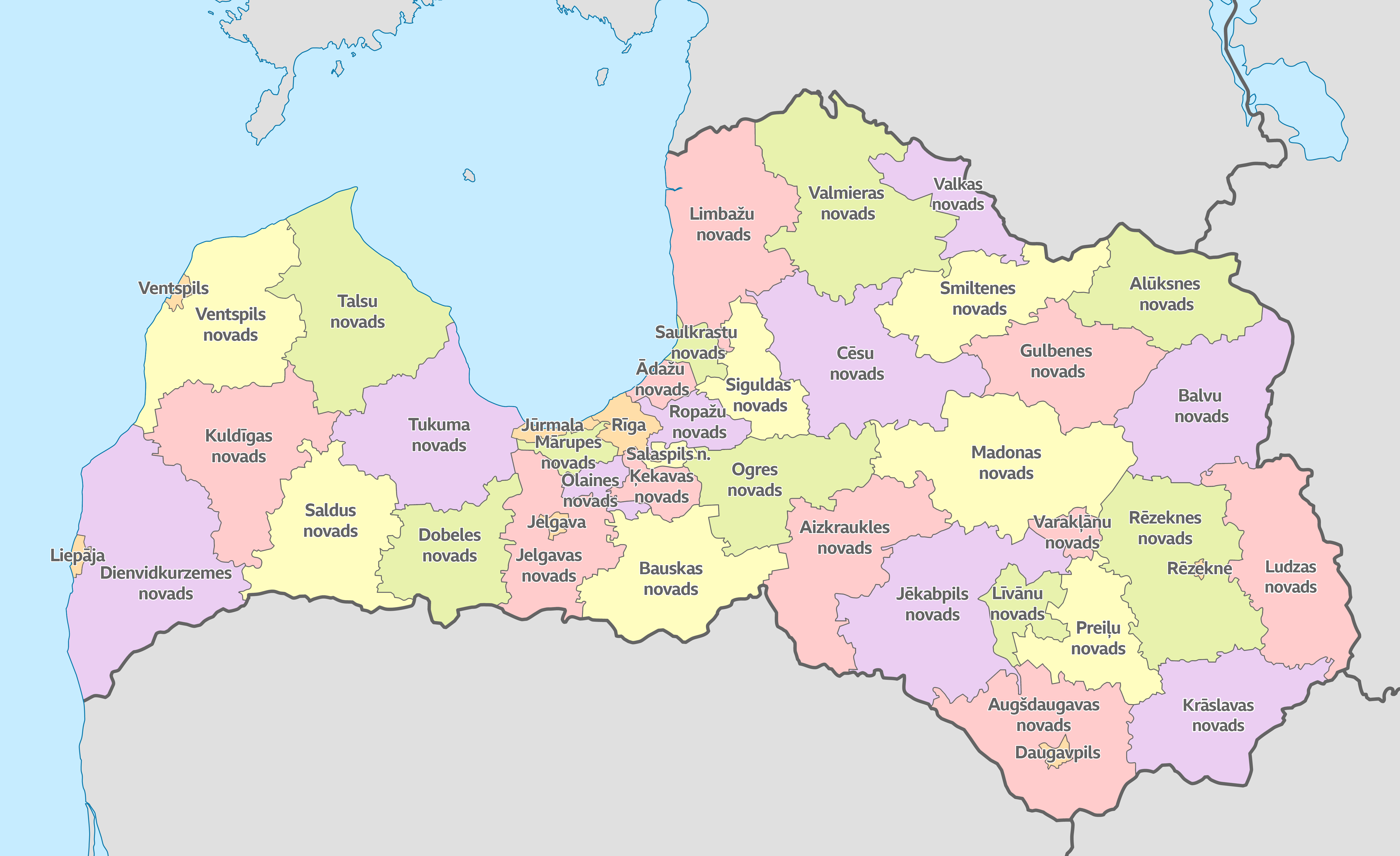
Lettország községei és köztársasági jelentőségű városai

## Helyi önkormányzatok
Helyi szinten az ország 109 helyi önkormányzatra községre (novads) és 9 köztársasági jelentőségű városra (republikas pilsēta) oszlik.
A helyi tanács (dome) a döntéshozó testület. Tagjait általános, közvetlen választásokon négy évre választják. A tanács választja meg az elnököt tagjai közül, valamint létrehozza az állandó bizottságokat.
A bizottságok készítik elő a tanács számára a döntési tervezeteket.
Az elnököt vagy polgármestert (mers) a tanács választja négy évre. Ő vezeti a tanácsot és a pénzügyi bizottságot.
A helyi önkormányzatok kötelező feladatai a következő területekre terjednek ki:
- Közművek (víz, távfűtés, hulladékgazdálkodás)
- Közszolgáltatások
- Közhasználatú erdők és vizek
- Alap- és általános középfokú oktatás
- Kultúra
- Egészségügy
- Szociális ellátás
- Örökbefogadási és gyámsági ügyek
- A lakosok támogatása lakhatási ügyekben
- Gazdasági tevékenység támogatása
- Közrend és polgári védelem
- Közösségi közlekedés
- Pedagógus-továbbképzés megszervezése
- Gyermekvédelem

A községek átlagos népessége kb. 22 000 fő. A legnépesebb Riga 722 483 lakossal.

## Közigazgatási beosztás

### Köztársasági jelentőségű városok
| sorszám | Város      | Községek         |
| ------- | ---------- | ---------------- |
| 1.      | Daugavpils | -                |
| 2.      | Jēkabpils  | Jēkabpils község |
| 3.      | Jelgava    | -                |
| 4.      | Jūrmala    | -                |
| 5.      | Liepāja    | -                |
| 6.      | Ogre       | Ogres község     |
| 7.      | Rēzekne    | -                |
| 8.      | Rīga       | -                |
| 9.      | Valmiera   | Valmieras község |
| 10.     | Ventspils  | -                |

### Községek
| sorszám | Község              | a községhez tartozó városok és falvak |
| ------- | ------------------- | ------------------------------------- |
| 1.      | Aizkraukles község  | Aiviekstes falu                       |
| 1.      | Aizkraukles község  | Aizkraukles falu                      |
| 1.      | Aizkraukles község  | Aizkraukle város                      |
| 1.      | Aizkraukles község  | Bebru falu                            |
| 1.      | Aizkraukles község  | Daudzesas falu                        |
| 1.      | Aizkraukles község  | Iršu falu                             |
| 1.      | Aizkraukles község  | Jaunjelgava város                     |
| 1.      | Aizkraukles község  | Jaunjelgavas falu                     |
| 1.      | Aizkraukles község  | Klintaines falu                       |
| 1.      | Aizkraukles község  | Koknese város                         |
| 1.      | Aizkraukles község  | Kokneses falu                         |
| 1.      | Aizkraukles község  | Mazzalves falu                        |
| 1.      | Aizkraukles község  | Neretas falu                          |
| 1.      | Aizkraukles község  | Pilskalnes falu                       |
| 1.      | Aizkraukles község  | Pļaviņas város                        |
| 1.      | Aizkraukles község  | Seces falu                            |
| 1.      | Aizkraukles község  | Sērenes falu                          |
| 1.      | Aizkraukles község  | Skrīveru falu                         |
| 1.      | Aizkraukles község  | Staburaga falu                        |
| 1.      | Aizkraukles község  | Sunākstes falu                        |
| 1.      | Aizkraukles község  | Vietalvas falu                        |
| 1.      | Aizkraukles község  | Zalves falu                           |
| 2.      | Alūksnes község     | Alsviķu falu                          |
| 2.      | Alūksnes község     | Alūksne város                         |
| 2.      | Alūksnes község     | Annas falu                            |
| 2.      | Alūksnes község     | Ilzenes falu                          |
| 2.      | Alūksnes község     | Jaunalūksnes falu                     |
| 2.      | Alūksnes község     | Jaunannas falu                        |
| 2.      | Alūksnes község     | Jaunlaicenes falu                     |
| 2.      | Alūksnes község     | Kalncempju falu                       |
| 2.      | Alūksnes község     | Liepnas falu                          |
| 2.      | Alūksnes község     | Malienas falu                         |
| 2.      | Alūksnes község     | Mālupes falu                          |
| 2.      | Alūksnes község     | Mārkalnes falu                        |
| 2.      | Alūksnes község     | Pededzes falu                         |
| 2.      | Alūksnes község     | Veclaicenes falu                      |
| 2.      | Alūksnes község     | Zeltiņu falu                          |
| 2.      | Alūksnes község     | Ziemera falu                          |
| 3.      | Augšdaugavas község | Ambeļu falu                           |
| 3.      | Augšdaugavas község | Bebrenes falu                         |
| 3.      | Augšdaugavas község | Biķernieku falu                       |
| 3.      | Augšdaugavas község | Demenes falu                          |
| 3.      | Augšdaugavas község | Dubnas falu                           |
| 3.      | Augšdaugavas község | Dvietes falu                          |
| 3.      | Augšdaugavas község | Eglaines falu                         |
| 3.      | Augšdaugavas község | Ilūkste város                         |
| 3.      | Augšdaugavas község | Kalkūnes falu                         |
| 3.      | Augšdaugavas község | Kalupes falu                          |
| 3.      | Augšdaugavas község | Laucesas falu                         |
| 3.      | Augšdaugavas község | Līksnas falu                          |
| 3.      | Augšdaugavas község | Maļinovas falu                        |
| 3.      | Augšdaugavas község | Medumu falu                           |
| 3.      | Augšdaugavas község | Naujenes falu                         |
| 3.      | Augšdaugavas község | Nīcgales falu                         |
| 3.      | Augšdaugavas község | Pilskalnes falu                       |
| 3.      | Augšdaugavas község | Prodes falu                           |
| 3.      | Augšdaugavas község | Salienas falu                         |
| 3.      | Augšdaugavas község | Skrudalienas falu                     |
| 3.      | Augšdaugavas község | Subate város                          |
| 3.      | Augšdaugavas község | Sventes falu                          |
| 3.      | Augšdaugavas község | Šēderes falu                          |
| 3.      | Augšdaugavas község | Tabores falu                          |
| 3.      | Augšdaugavas község | Vaboles falu                          |
| 3.      | Augšdaugavas község | Vecsalienas falu                      |
| 3.      | Augšdaugavas község | Višķu falu                            |
| 4.      | Ādažu község        | Ādažu falu                            |
| 4.      | Ādažu község        | Ādaži város                           |
| 4.      | Ādažu község        | Carnikavas falu                       |
| 5.      | Balvu község        | Baltinavas falu                       |
| 5.      | Balvu község        | Balvu falu                            |
| 5.      | Balvu község        | Balvi város                           |
| 5.      | Balvu község        | Bērzkalnes falu                       |
| 5.      | Balvu község        | Bērzpils falu                         |
| 5.      | Balvu község        | Briežuciema falu                      |
| 5.      | Balvu község        | Krišjāņu falu                         |
| 5.      | Balvu község        | Kubuļu falu                           |
| 5.      | Balvu község        | Lazdulejas falu                       |
| 5.      | Balvu község        | Tilžas falu                           |
| 5.      | Balvu község        | Vectilžas falu                        |
| 5.      | Balvu község        | Vīksnas falu                          |
| 5.      | Balvu község        | Lazdukalna falu                       |
| 5.      | Balvu község        | Rugāju falu                           |
| 5.      | Balvu község        | Kupravas falu                         |
| 5.      | Balvu község        | Medņevas falu                         |
| 5.      | Balvu község        | Susāju falu                           |
| 5.      | Balvu község        | Šķilbēnu falu                         |
| 5.      | Balvu község        | Vecumu falu                           |
| 5.      | Balvu község        | Viļaka város                          |
| 5.      | Balvu község        | Žīguru falu                           |
| 6.      | Bauskas község      | Bauska város                          |
| 6.      | Bauskas község      | Brunavas falu                         |
| 6.      | Bauskas község      | Ceraukstes falu                       |
| 6.      | Bauskas község      | Codes falu                            |
| 6.      | Bauskas község      | Dāviņu falu                           |
| 6.      | Bauskas község      | Gailīšu falu                          |
| 6.      | Bauskas község      | Iecavas falu                          |
| 6.      | Bauskas község      | Iecava város                          |
| 6.      | Bauskas község      | Īslīces falu                          |
| 6.      | Bauskas község      | Mežotnes falu                         |
| 6.      | Bauskas község      | Vecsaules falu                        |
| 6.      | Bauskas község      | Bārbeles falu                         |
| 6.      | Bauskas község      | Kurmenes falu                         |
| 6.      | Bauskas község      | Skaistkalnes falu                     |
| 6.      | Bauskas község      | Stelpes falu                          |
| 6.      | Bauskas község      | Valles falu                           |
| 6.      | Bauskas község      | Vecumnieku falu                       |
| 6.      | Bauskas község      | Rundāles falu                         |
| 6.      | Bauskas község      | Svitenes falu                         |
| 6.      | Bauskas község      | Viesturu falu                         |
| 7.      | Cēsu község         | Cēsis város                           |
| 7.      | Cēsu község         | Vaives falu                           |
| 7.      | Cēsu község         | Līgatnes falu                         |
| 7.      | Cēsu község         | Līgatne város                         |
| 7.      | Cēsu község         | Amatas falu                           |
| 7.      | Cēsu község         | Drabešu falu                          |
| 7.      | Cēsu község         | Nītaures falu                         |
| 7.      | Cēsu község         | Skujenes falu                         |
| 7.      | Cēsu község         | Zaubes falu                           |
| 7.      | Cēsu község         | Raiskuma falu                         |
| 7.      | Cēsu község         | Stalbes falu                          |
| 7.      | Cēsu község         | Straupes falu                         |
| 7.      | Cēsu község         | Jaunpiebalgas falu                    |
| 7.      | Cēsu község         | Zosēnu falu                           |
| 7.      | Cēsu község         | Dzērbenes falu                        |
| 7.      | Cēsu község         | Inešu falu                            |
| 7.      | Cēsu község         | Kaives falu                           |
| 7.      | Cēsu község         | Taurenes falu                         |
| 7.      | Cēsu község         | Vecpiebalgas falu                     |
| 7.      | Cēsu község         | Liepas falu                           |
| 7.      | Cēsu község         | Mārsnēnu falu                         |
| 7.      | Cēsu község         | Priekuļu falu                         |
| 7.      | Cēsu község         | Veselavas falu                        |
| 8.      | Délkurzemes község  | Aizputes falu                         |
| 8.      | Délkurzemes község  | Aizpute város                         |
| 8.      | Délkurzemes község  | Cīravas falu                          |
| 8.      | Délkurzemes község  | Kalvenes falu                         |
| 8.      | Délkurzemes község  | Kazdangas falu                        |
| 8.      | Délkurzemes község  | Lažas falu                            |
| 8.      | Délkurzemes község  | Vērgales falu                         |
| 8.      | Délkurzemes község  | Pāvilosta város                       |
| 8.      | Délkurzemes község  | Sakas falu                            |
| 8.      | Délkurzemes község  | Dunalkas falu                         |
| 8.      | Délkurzemes község  | Durbes falu                           |
| 8.      | Délkurzemes község  | Durbe város                           |
| 8.      | Délkurzemes község  | Tadaiķu falu                          |
| 8.      | Délkurzemes község  | Vecpils falu                          |
| 8.      | Délkurzemes község  | Bārtas falu                           |
| 8.      | Délkurzemes község  | Gaviezes falu                         |
| 8.      | Délkurzemes község  | Grobiņas falu                         |
| 8.      | Délkurzemes község  | Grobiņa város                         |
| 8.      | Délkurzemes község  | Medzes falu                           |
| 8.      | Délkurzemes község  | Bunkas falu                           |
| 8.      | Délkurzemes község  | Virgas falu                           |
| 8.      | Délkurzemes község  | Gramzdas falu                         |
| 8.      | Délkurzemes község  | Kalētu falu                           |
| 8.      | Délkurzemes község  | Priekule város                        |
| 8.      | Délkurzemes község  | Priekules falu                        |
| 8.      | Délkurzemes község  | Embūtes falu                          |
| 8.      | Délkurzemes község  | Vaiņodes falu                         |
| 8.      | Délkurzemes község  | Nīcas falu                            |
| 8.      | Délkurzemes község  | Otaņķu falu                           |
| 8.      | Délkurzemes község  | Dunikas falu                          |
| 8.      | Délkurzemes község  | Rucavas falu                          |
| 9.      | Dobeles község      | Annenieku falu                        |
| 9.      | Dobeles község      | Auru falu                             |
| 9.      | Dobeles község      | Bērzes falu                           |
| 9.      | Dobeles község      | Bikstu falu                           |
| 9.      | Dobeles község      | Dobeles falu                          |
| 9.      | Dobeles község      | Dobele város                          |
| 9.      | Dobeles község      | Jaunbērzes falu                       |
| 9.      | Dobeles község      | Krimūnu falu                          |
| 9.      | Dobeles község      | Naudītes falu                         |
| 9.      | Dobeles község      | Penkules falu                         |
| 9.      | Dobeles község      | Zebrenes falu                         |
| 9.      | Dobeles község      | Auce város                            |
| 9.      | Dobeles község      | Bēnes falu                            |
| 9.      | Dobeles község      | Īles falu                             |
| 9.      | Dobeles község      | Lielauces falu                        |
| 9.      | Dobeles község      | Ukru falu                             |
| 9.      | Dobeles község      | Vecauces falu                         |
| 9.      | Dobeles község      | Vītiņu falu                           |
| 9.      | Dobeles község      | Augstkalnes falu                      |
| 9.      | Dobeles község      | Bukaišu falu                          |
| 9.      | Dobeles község      | Tērvetes falu                         |
| 10.     | Gulbenes község     | Beļavas falu                          |
| 10.     | Gulbenes község     | Daukstu falu                          |
| 10.     | Gulbenes község     | Druvienas falu                        |
| 10.     | Gulbenes község     | Galgauskas falu                       |
| 10.     | Gulbenes község     | Gulbene város                         |
| 10.     | Gulbenes község     | Jaungulbenes falu                     |
| 10.     | Gulbenes község     | Lejasciema falu                       |
| 10.     | Gulbenes község     | Litenes falu                          |
| 10.     | Gulbenes község     | Lizuma falu                           |
| 10.     | Gulbenes község     | Līgo falu                             |
| 10.     | Gulbenes község     | Rankas falu                           |
| 10.     | Gulbenes község     | Stāmerienas falu                      |
| 10.     | Gulbenes község     | Stradu falu                           |
| 10.     | Gulbenes község     | Tirzas falu                           |
| 11.     | Jēkabpils község    | Ābeļu falu                            |
| 11.     | Jēkabpils község    | Dignājas falu                         |
| 11.     | Jēkabpils község    | Dunavas falu                          |
| 11.     | Jēkabpils község    | Jēkabpils város                       |
| 11.     | Jēkabpils község    | Kalna falu                            |
| 11.     | Jēkabpils község    | Leimaņu falu                          |
| 11.     | Jēkabpils község    | Rubenes falu                          |
| 11.     | Jēkabpils község    | Zasas falu                            |
| 11.     | Jēkabpils község    | Sēlpils falu                          |
| 11.     | Jēkabpils község    | Salas falu                            |
| 11.     | Jēkabpils község    | Aknīste város                         |
| 11.     | Jēkabpils község    | Aknīstes falu                         |
| 11.     | Jēkabpils község    | Asares falu                           |
| 11.     | Jēkabpils község    | Gārsenes falu                         |
| 11.     | Jēkabpils község    | Atašienes falu                        |
| 11.     | Jēkabpils község    | Krustpils falu                        |
| 11.     | Jēkabpils község    | Kūku falu                             |
| 11.     | Jēkabpils község    | Mežāres falu                          |
| 11.     | Jēkabpils község    | Variešu falu                          |
| 11.     | Jēkabpils község    | Vīpes falu                            |
| 11.     | Jēkabpils község    | Elkšņu falu                           |
| 11.     | Jēkabpils község    | Rites falu                            |
| 11.     | Jēkabpils község    | Saukas falu                           |
| 11.     | Jēkabpils község    | Viesīte város                         |
| 11.     | Jēkabpils község    | Viesītes falu                         |
| 12.     | Jelgavas község     | Elejas falu                           |
| 12.     | Jelgavas község     | Glūdas falu                           |
| 12.     | Jelgavas község     | Jaunsvirlaukas falu                   |
| 12.     | Jelgavas község     | Kalnciema falu                        |
| 12.     | Jelgavas község     | Lielplatones falu                     |
| 12.     | Jelgavas község     | Līvbērzes falu                        |
| 12.     | Jelgavas község     | Platones falu                         |
| 12.     | Jelgavas község     | Sesavas falu                          |
| 12.     | Jelgavas község     | Svētes falu                           |
| 12.     | Jelgavas község     | Valgundes falu                        |
| 12.     | Jelgavas község     | Vilces falu                           |
| 12.     | Jelgavas község     | Vircavas falu                         |
| 12.     | Jelgavas község     | Zaļenieku falu                        |
| 12.     | Jelgavas község     | Ozolnieku falu                        |
| 12.     | Jelgavas község     | Cenu falu                             |
| 12.     | Jelgavas község     | Sidrabenes falu                       |
| 13.     | Krāslavas község    | Aulejas falu                          |
| 13.     | Krāslavas község    | Indras falu                           |
| 13.     | Krāslavas község    | Izvaltas falu                         |
| 13.     | Krāslavas község    | Kalniešu falu                         |
| 13.     | Krāslavas község    | Kaplavas falu                         |
| 13.     | Krāslavas község    | Krāslavas falu                        |
| 13.     | Krāslavas község    | Kombuļu falu                          |
| 13.     | Krāslavas község    | Krāslava város                        |
| 13.     | Krāslavas község    | Piedrujas falu                        |
| 13.     | Krāslavas község    | Robežnieku falu                       |
| 13.     | Krāslavas község    | Skaistas falu                         |
| 13.     | Krāslavas község    | Ūdrīšu falu                           |
| 13.     | Krāslavas község    | Grāveru falu                          |
| 13.     | Krāslavas község    | Kastuļinas falu                       |
| 13.     | Krāslavas község    | Šķeltovas falu                        |
| 13.     | Krāslavas község    | Andrupenes falu                       |
| 13.     | Krāslavas község    | Andzeļu falu                          |
| 13.     | Krāslavas község    | Asūnes falu                           |
| 13.     | Krāslavas község    | Bērziņu falu                          |
| 13.     | Krāslavas község    | Dagda város                           |
| 13.     | Krāslavas község    | Dagdas falu                           |
| 13.     | Krāslavas község    | Ezernieku falu                        |
| 13.     | Krāslavas község    | Konstantinovas falu                   |
| 13.     | Krāslavas község    | Ķepovas falu                          |
| 13.     | Krāslavas község    | Svariņu falu                          |
| 13.     | Krāslavas község    | Šķaunes falu                          |
| 14.     | Kuldīgas község     | Alsungas falu                         |
| 14.     | Kuldīgas község     | Ēdoles falu                           |
| 14.     | Kuldīgas község     | Gudenieku falu                        |
| 14.     | Kuldīgas község     | Īvandes falu                          |
| 14.     | Kuldīgas község     | Kabiles falu                          |
| 14.     | Kuldīgas község     | Kuldīga város                         |
| 14.     | Kuldīgas község     | Kurmāles falu                         |
| 14.     | Kuldīgas község     | Laidu falu                            |
| 14.     | Kuldīgas község     | Padures falu                          |
| 14.     | Kuldīgas község     | Pelču falu                            |
| 14.     | Kuldīgas község     | Rendas falu                           |
| 14.     | Kuldīgas község     | Rumbas falu                           |
| 14.     | Kuldīgas község     | Snēpeles falu                         |
| 14.     | Kuldīgas község     | Turlavas falu                         |
| 14.     | Kuldīgas község     | Vārmes falu                           |
| 14.     | Kuldīgas község     | Nīkrāces falu                         |
| 14.     | Kuldīgas község     | Raņķu falu                            |
| 14.     | Kuldīgas község     | Rudbāržu falu                         |
| 14.     | Kuldīgas község     | Skrunda város                         |
| 14.     | Kuldīgas község     | Skrundas falu                         |
| 15.     | Ķekavas község      | Baloži város                          |
| 15.     | Ķekavas község      | Daugmales falu                        |
| 15.     | Ķekavas község      | Ķekavas falu                          |
| 15.     | Ķekavas község      | Ķekava város                          |
| 15.     | Ķekavas község      | Baldones falu                         |
| 15.     | Ķekavas község      | Baldone város                         |
| 16.     | Limbažu község      | Katvaru falu                          |
| 16.     | Limbažu község      | Limbažu falu                          |
| 16.     | Limbažu község      | Limbažu város                         |
| 16.     | Limbažu község      | Pāles falu                            |
| 16.     | Limbažu község      | Skultes falu                          |
| 16.     | Limbažu község      | Umurgas falu                          |
| 16.     | Limbažu község      | Vidrižu falu                          |
| 16.     | Limbažu község      | Viļķenes falu                         |
| 16.     | Limbažu község      | Aloja város                           |
| 16.     | Limbažu község      | Alojas falu                           |
| 16.     | Limbažu község      | Braslavas falu                        |
| 16.     | Limbažu község      | Brīvzemnieku falu                     |
| 16.     | Limbažu község      | Staicele város                        |
| 16.     | Limbažu község      | Staiceles falu                        |
| 16.     | Limbažu község      | Ainaži város                          |
| 16.     | Limbažu község      | Ainažu falu                           |
| 16.     | Limbažu község      | Liepupes falu                         |
| 16.     | Limbažu község      | Salacgrīva város                      |
| 16.     | Limbažu község      | Salacgrīvas falu                      |
| 17.     | Līvānu község       | Jersikas falu                         |
| 17.     | Līvānu község       | Līvāni város                          |
| 17.     | Līvānu község       | Rožupes falu                          |
| 17.     | Līvānu község       | Rudzātu falu                          |
| 17.     | Līvānu község       | Sutru falu                            |
| 17.     | Līvānu község       | Turku falu                            |
| 18.     | Ludzas község       | Briģu falu                            |
| 18.     | Ludzas község       | Cirmas falu                           |
| 18.     | Ludzas község       | Isnaudas falu                         |
| 18.     | Ludzas község       | Istras falu                           |
| 18.     | Ludzas község       | Ludza város                           |
| 18.     | Ludzas község       | Nirzas falu                           |
| 18.     | Ludzas község       | Ņukšu falu                            |
| 18.     | Ludzas község       | Pildas falu                           |
| 18.     | Ludzas község       | Pureņu falu                           |
| 18.     | Ludzas község       | Rundēnu falu                          |
| 18.     | Ludzas község       | Blontu falu                           |
| 18.     | Ludzas község       | Ciblas falu                           |
| 18.     | Ludzas község       | Līdumnieku falu                       |
| 18.     | Ludzas község       | Pušmucovas falu                       |
| 18.     | Ludzas község       | Zvirgzdenes falu                      |
| 18.     | Ludzas község       | Goliševas falu                        |
| 18.     | Ludzas község       | Kārsava város                         |
| 18.     | Ludzas község       | Malnavas falu                         |
| 18.     | Ludzas község       | Mērdzenes falu                        |
| 18.     | Ludzas község       | Mežvidu falu                          |
| 18.     | Ludzas község       | Salnavas falu                         |
| 18.     | Ludzas község       | Lauderu falu                          |
| 18.     | Ludzas község       | Pasienes falu                         |
| 18.     | Ludzas község       | Zaļesjes falu                         |
| 18.     | Ludzas község       | Zilupe város                          |
| 19.     | Madonas község      | Aronas falu                           |
| 19.     | Madonas község      | Barkavas falu                         |
| 19.     | Madonas község      | Bērzaunes falu                        |
| 19.     | Madonas község      | Cesvaine város                        |
| 19.     | Madonas község      | Cesvaines falu                        |
| 19.     | Madonas község      | Dzelzavas falu                        |
| 19.     | Madonas község      | Kalsnavas falu                        |
| 19.     | Madonas község      | Lazdonas falu                         |
| 19.     | Madonas község      | Liezēres falu                         |
| 19.     | Madonas község      | Ļaudonas falu                         |
| 19.     | Madonas község      | Madona város                          |
| 19.     | Madonas község      | Mārcienas falu                        |
| 19.     | Madonas község      | Mētrienas falu                        |
| 19.     | Madonas község      | Ošupes falu                           |
| 19.     | Madonas község      | Praulienas falu                       |
| 19.     | Madonas község      | Sarkaņu falu                          |
| 19.     | Madonas község      | Vestienas falu                        |
| 19.     | Madonas község      | Ērgļu falu                            |
| 19.     | Madonas község      | Jumurdas falu                         |
| 19.     | Madonas község      | Sausnējas falu                        |
| 19.     | Madonas község      | Indrānu falu                          |
| 19.     | Madonas község      | Lubāna város                          |
| 20.     | Mārupes község      | Mārupe város                          |
| 20.     | Mārupes község      | Mārupe falu                           |
| 20.     | Mārupes község      | Salas falu                            |
| 20.     | Mārupes község      | Babītes falu                          |
| 21.     | Ogres község        | Krapes falu                           |
| 21.     | Ogres község        | Ķeipenes falu                         |
| 21.     | Ogres község        | Lauberes falu                         |
| 21.     | Ogres község        | Madlienas falu                        |
| 21.     | Ogres község        | Mazozolu falu                         |
| 21.     | Ogres község        | Meņģeles falu                         |
| 21.     | Ogres község        | Ogre város                            |
| 21.     | Ogres község        | Ogresgala falu                        |
| 21.     | Ogres község        | Suntažu falu                          |
| 21.     | Ogres község        | Taurupes falu                         |
| 21.     | Ogres község        | Ikšķile város                         |
| 21.     | Ogres község        | Tīnūžu falu                           |
| 21.     | Ogres község        | Ķegums város                          |
| 21.     | Ogres község        | Rembates falu                         |
| 21.     | Ogres község        | Birzgales falu                        |
| 21.     | Ogres község        | Tomes falu                            |
| 21.     | Ogres község        | Jumpravas falu                        |
| 21.     | Ogres község        | Lēdmanes falu                         |
| 21.     | Ogres község        | Lielvārde város                       |
| 21.     | Ogres község        | Lielvārdes falu                       |
| 22.     | Olaines község      | Olaines falu                          |
| 22.     | Olaines község      | Olaine város                          |
| 23.     | Preiļu község       | Aglonas falu                          |
| 23.     | Preiļu község       | Aizkalnes falu                        |
| 23.     | Preiļu község       | Pelēču falu                           |
| 23.     | Preiļu község       | Preiļu falu                           |
| 23.     | Preiļu község       | Preiļi város                          |
| 23.     | Preiļu község       | Saunas falu                           |
| 23.     | Preiļu község       | Rožkalnu falu                         |
| 23.     | Preiļu község       | Upmalas falu                          |
| 23.     | Preiļu község       | Vārkavas falu                         |
| 23.     | Preiļu község       | Galēnu falu                           |
| 23.     | Preiļu község       | Riebiņu falu                          |
| 23.     | Preiļu község       | Rušonas falu                          |
| 23.     | Preiļu község       | Silajāņu falu                         |
| 23.     | Preiļu község       | Sīļukalna falu                        |
| 23.     | Preiļu község       | Stabulnieku falu                      |
| 24.     | Rēzeknes község     | Audriņu falu                          |
| 24.     | Rēzeknes község     | Bērzgales falu                        |
| 24.     | Rēzeknes község     | Čornajas falu                         |
| 24.     | Rēzeknes község     | Dricānu falu                          |
| 24.     | Rēzeknes község     | Feimaņu falu                          |
| 24.     | Rēzeknes község     | Gaigalavas falu                       |
| 24.     | Rēzeknes község     | Griškānu falu                         |
| 24.     | Rēzeknes község     | Ilzeskalna falu                       |
| 24.     | Rēzeknes község     | Kantinieku falu                       |
| 24.     | Rēzeknes község     | Kaunatas falu                         |
| 24.     | Rēzeknes község     | Lendžu falu                           |
| 24.     | Rēzeknes község     | Lūznavas falu                         |
| 24.     | Rēzeknes község     | Mākoņkalna falu                       |
| 24.     | Rēzeknes község     | Maltas falu                           |
| 24.     | Rēzeknes község     | Nagļu falu                            |
| 24.     | Rēzeknes község     | Nautrēnu falu                         |
| 24.     | Rēzeknes község     | Ozolaines falu                        |
| 24.     | Rēzeknes község     | Ozolmuižas falu                       |
| 24.     | Rēzeknes község     | Pušas falu                            |
| 24.     | Rēzeknes község     | Rikavas falu                          |
| 24.     | Rēzeknes község     | Sakstagala falu                       |
| 24.     | Rēzeknes község     | Silmalas falu                         |
| 24.     | Rēzeknes község     | Stoļerovas falu                       |
| 24.     | Rēzeknes község     | Stružānu falu                         |
| 24.     | Rēzeknes község     | Vērēmu falu                           |
| 24.     | Rēzeknes község     | Dekšāres falu                         |
| 24.     | Rēzeknes község     | Sokolku falu                          |
| 24.     | Rēzeknes község     | Viļānu falu                           |
| 24.     | Rēzeknes község     | Viļāni város                          |
| 25.     | Ropažu község       | Garkalnes falu                        |
| 25.     | Ropažu község       | Ropažu falu                           |
| 25.     | Ropažu község       | Stopiņu falu                          |
| 25.     | Ropažu község       | Vangaži város                         |
| 26.     | Salaspils község    | Salaspils város                       |
| 26.     | Salaspils község    | Salaspils falu                        |
| 27.     | Saldus község       | Cieceres falu                         |
| 27.     | Saldus község       | Ezeres falu                           |
| 27.     | Saldus község       | Jaunauces falu                        |
| 27.     | Saldus község       | Jaunlutriņu falu                      |
| 27.     | Saldus község       | Kursīšu falu                          |
| 27.     | Saldus község       | Lutriņu falu                          |
| 27.     | Saldus község       | Nīgrandes falu                        |
| 27.     | Saldus község       | Novadnieku falu                       |
| 27.     | Saldus község       | Pampāļu falu                          |
| 27.     | Saldus község       | Rubas falu                            |
| 27.     | Saldus község       | Saldus falu                           |
| 27.     | Saldus község       | Saldus város                          |
| 27.     | Saldus község       | Šķēdes falu                           |
| 27.     | Saldus község       | Vadakstes falu                        |
| 27.     | Saldus község       | Zaņas falu                            |
| 27.     | Saldus község       | Zirņu falu                            |
| 27.     | Saldus község       | Zvārdes falu                          |
| 27.     | Saldus község       | Brocēni város                         |
| 27.     | Saldus község       | Blīdenes falu                         |
| 27.     | Saldus község       | Gaiķu falu                            |
| 27.     | Saldus község       | Remtes falu                           |
| 28.     | Saulkrastu község   | Saulkrasti város                      |
| 28.     | Saulkrastu község   | Saulkrasti falu                       |
| 28.     | Saulkrastu község   | Sējas falu                            |
| 29.     | Siguldas község     | Allažu falu                           |
| 29.     | Siguldas község     | Mores falu                            |
| 29.     | Siguldas község     | Siguldas falu                         |
| 29.     | Siguldas község     | Sigulda város                         |
| 29.     | Siguldas község     | Mālpils falu                          |
| 29.     | Siguldas község     | Inčukalna falu                        |
| 29.     | Siguldas község     | Krimuldas falu                        |
| 29.     | Siguldas község     | Lēdurgas falu                         |
| 30.     | Smiltenes község    | Bilskas falu                          |
| 30.     | Smiltenes község    | Blomes falu                           |
| 30.     | Smiltenes község    | Brantu falu                           |
| 30.     | Smiltenes község    | Grundzāles falu                       |
| 30.     | Smiltenes község    | Launkalnes falu                       |
| 30.     | Smiltenes község    | Palsmanes falu                        |
| 30.     | Smiltenes község    | Smiltenes falu                        |
| 30.     | Smiltenes község    | Smiltene város                        |
| 30.     | Smiltenes község    | Variņu falu                           |
| 30.     | Smiltenes község    | Ape város                             |
| 30.     | Smiltenes község    | Apes falu                             |
| 30.     | Smiltenes község    | Gaujienas falu                        |
| 30.     | Smiltenes község    | Trapenes falu                         |
| 30.     | Smiltenes község    | Virešu falu                           |
| 30.     | Smiltenes község    | Drustu falu                           |
| 30.     | Smiltenes község    | Raunas falu                           |
| 31.     | Talsu község        | Abavas falu                           |
| 31.     | Talsu község        | Ārlavas falu                          |
| 31.     | Talsu község        | Balgales falu                         |
| 31.     | Talsu község        | Ģibuļu falu                           |
| 31.     | Talsu község        | Īves falu                             |
| 31.     | Talsu község        | Ķūļciema falu                         |
| 31.     | Talsu község        | Laidzes falu                          |
| 31.     | Talsu község        | Laucienes falu                        |
| 31.     | Talsu község        | Lībagu falu                           |
| 31.     | Talsu község        | Lubes falu                            |
| 31.     | Talsu község        | Sabile város                          |
| 31.     | Talsu község        | Stende város                          |
| 31.     | Talsu község        | Strazdes falu                         |
| 31.     | Talsu község        | Talsi város                           |
| 31.     | Talsu község        | Valdemārpils város                    |
| 31.     | Talsu község        | Valdgales falu                        |
| 31.     | Talsu község        | Vandzenes falu                        |
| 31.     | Talsu község        | Virbu falu                            |
| 31.     | Talsu község        | Mērsraga falu                         |
| 31.     | Talsu község        | Rojas falu                            |
| 31.     | Talsu község        | Kolkas falu                           |
| 31.     | Talsu község        | Dundagas falu                         |
| 32.     | Tukuma község       | Degoles falu                          |
| 32.     | Tukuma község       | Džūkstes falu                         |
| 32.     | Tukuma község       | Irlavas falu                          |
| 32.     | Tukuma község       | Jaunsātu falu                         |
| 32.     | Tukuma község       | Lestenes falu                         |
| 32.     | Tukuma község       | Pūres falu                            |
| 32.     | Tukuma község       | Sēmes falu                            |
| 32.     | Tukuma község       | Slampes falu                          |
| 32.     | Tukuma község       | Tukums város                          |
| 32.     | Tukuma község       | Tumes falu                            |
| 32.     | Tukuma község       | Zentenes falu                         |
| 32.     | Tukuma község       | Engures falu                          |
| 32.     | Tukuma község       | Lapmežciema falu                      |
| 32.     | Tukuma község       | Smārdes falu                          |
| 32.     | Tukuma község       | Jaunpils falu                         |
| 32.     | Tukuma község       | Viesatu falu                          |
| 32.     | Tukuma község       | Cēres falu                            |
| 32.     | Tukuma község       | Kandavas falu                         |
| 32.     | Tukuma község       | Kandava város                         |
| 32.     | Tukuma község       | Matkules falu                         |
| 32.     | Tukuma község       | Vānes falu                            |
| 32.     | Tukuma község       | Zantes falu                           |
| 32.     | Tukuma község       | Zemītes falu                          |
| 33.     | Valkas község       | Ērģemes falu                          |
| 33.     | Valkas község       | Kārķu falu                            |
| 33.     | Valkas község       | Valkas falu                           |
| 33.     | Valkas község       | Valka város                           |
| 33.     | Valkas község       | Vijciema falu                         |
| 33.     | Valkas község       | Zvārtavas falu                        |
| 34.     | Valmieras község    | Bērzaines falu                        |
| 34.     | Valmieras község    | Dikļu falu                            |
| 34.     | Valmieras község    | Kocēnu falu                           |
| 34.     | Valmieras község    | Vaidavas falu                         |
| 34.     | Valmieras község    | Valmiera város                        |
| 34.     | Valmieras község    | Zilākalna falu                        |
| 34.     | Valmieras község    | Brenguļu falu                         |
| 34.     | Valmieras község    | Kauguru falu                          |
| 34.     | Valmieras község    | Trikātas falu                         |
| 34.     | Valmieras község    | Burtnieku falu                        |
| 34.     | Valmieras község    | Ēveles falu                           |
| 34.     | Valmieras község    | Matīšu falu                           |
| 34.     | Valmieras község    | Rencēnu falu                          |
| 34.     | Valmieras község    | Valmieras falu                        |
| 34.     | Valmieras község    | Vecates falu                          |
| 34.     | Valmieras község    | Mazsalacas falu                       |
| 34.     | Valmieras község    | Mazsalaca város                       |
| 34.     | Valmieras község    | Ramatas falu                          |
| 34.     | Valmieras község    | Sēļu falu                             |
| 34.     | Valmieras község    | Skaņkalnes falu                       |
| 34.     | Valmieras község    | Ķoņu falu                             |
| 34.     | Valmieras község    | Naukšēnu falu                         |
| 34.     | Valmieras község    | Ipiķu falu                            |
| 34.     | Valmieras község    | Jeru falu                             |
| 34.     | Valmieras község    | Lodes falu                            |
| 34.     | Valmieras község    | Rūjiena város                         |
| 34.     | Valmieras község    | Vilpulkas falu                        |
| 34.     | Valmieras község    | Jērcēnu falu                          |
| 34.     | Valmieras község    | Plāņu falu                            |
| 34.     | Valmieras község    | Seda város                            |
| 34.     | Valmieras község    | Strenči város                         |
| 35.     | Varakļānu község    | Murmastienes falu                     |
| 35.     | Varakļānu község    | Varakļānu falu                        |
| 35.     | Varakļānu község    | Varakļāni város                       |
| 36.     | Ventspils község    | Ances falu                            |
| 36.     | Ventspils község    | Jūrkalnes falu                        |
| 36.     | Ventspils község    | Piltenes falu                         |
| 36.     | Ventspils község    | Piltene város                         |
| 36.     | Ventspils község    | Popes falu                            |
| 36.     | Ventspils község    | Puzes falu                            |
| 36.     | Ventspils község    | Tārgales falu                         |
| 36.     | Ventspils község    | Ugāles falu                           |
| 36.     | Ventspils község    | Usmas falu                            |
| 36.     | Ventspils község    | Užavas falu                           |
| 36.     | Ventspils község    | Vārves falu                           |
| 36.     | Ventspils község    | Ziru falu                             |
| 36.     | Ventspils község    | Zlēku falu                            |

## Történelem
2009-ig Lettország területe helyi szinten 530 helyi önkormányzatra oszlott. A regionális szintet 26 járás (rajon) és 7 járási jogú város alkotta. Közvetlenül választott önkormányzat csak helyi szinten volt, a járási tanácsok tagjait a helyi önkormányzatok delegálták.

### Járások

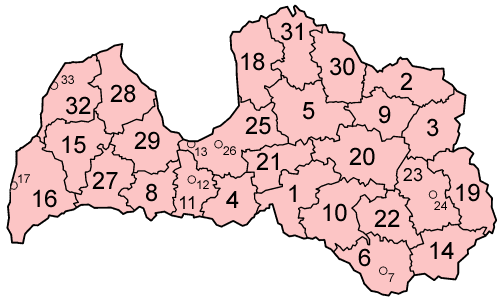
Lettország járásai

A 2009-es reform előtt Lettország regionális szinten 26 járásra (rajons) és 7 járási jogú városra (republikas pilseta) oszlott. A járási jogú városok egyszerre töltöttek be helyi és regionális szerepkört.
A járási tanács volt a járás döntéshozó szerve, melynek tagjai a helyi tanácsok elnökei voltak. A tanács bármely tagja jelölhetett elnököt a járás helyi tanácsainak tagjai közül. A tanács elnökét titkos szavazással választották.
A járások kötelező feladatai a következő területekre terjedtek ki:
- Polgári védelem
- Közösségi közlekedés
- Tanárok továbbképzése és pedagógiai módszertani támogatása
- A helyi önkormányzatok képviselete a regionális egészségbiztosítási alapnál

A járások és a helyi önkormányzatok is vállalhattak további feladatokat önkéntes alapon.
A járások átlagos népessége 69 130 fő volt. A legnépesebb Riga 722 483 lakossal, a legkisebb lakosságú pedig Ventspils járás 13 945 fős népességgel (2007. január 1.).

### Helyi önkormányzatok
Helyi szinten az ország 530 helyi önkormányzatra (pasvaldiba) oszlott. Ezek közül 444 vidéki önkormányzat (pagasts), 53 város (pilseta), 7 járási jogú város (republikas pilseta) és 26 egyesített önkormányzat (novads) volt A járási jogú városok egyszerre töltöttek be helyi és regionális szerepkört. Az egyesített önkormányzatok kialakítása 1998-ban kezdődött.
A helyi tanács (dome) volt a döntéshozó testület. Tagjait általános, közvetlen választásokon négy évre választották. A tanács választotta meg az elnököt tagjai közül, valamint létrehozta az állandó bizottságokat.
A bizottságok készítették elő a tanács számára a döntési tervezeteket.
Az elnököt vagy polgármestert (mers) a tanács választotta négy évre. Ő vezette a tanácsot és a pénzügyi bizottságot.
A helyi önkormányzatok kötelező feladatai a következő területekre terjedtek ki:
- Közművek (víz, távfűtés, hulladékgazdálkodás)
- Közszolgáltatások
- Közhasználatú erdők és vizek
- Alap- és általános középfokú oktatás
- Kultúra
- Egészségügy
- Szociális ellátás
- Örökbefogadási és gyámsági ügyek
- A lakosok támogatása lakhatási ügyekben
- Gazdasági tevékenység támogatása
- Közrend és polgári védelem
- Közösségi közlekedés
- Pedagógus-továbbképzés megszervezése
- Gyermekvédelem

A járások és a helyi önkormányzatok is vállalhattak további feladatokat önkéntes alapon.
A helyi önkormányzatok átlagos népessége 4304 fő volt. A legnépesebb Riga 722 483 lakossal, a legkisebb lakosságú pedig Kalncempji 272 fős népességgel (2007. január 1.).